# ルイス・アビナデル
ルイス・ロドルフォ・アビナデル・コロナ（スペイン語: Luis Rodolfo Abinader Corona, 1967年7月12日 -）は、ドミニカ共和国のエコノミスト、実業家、政治家。2020年8月16日にドミニカ共和国の大統領に就任した。父方の姓はアビナデールとも表記される。
サントドミンゴ出身。サントドミンゴ技術大学 (INTEC) で経済学を専攻し卒業後、米国のハルト・インターナショナル・ビジネススクール（旧アーサー・D・リトル・スクール・オブ・マネジメント）やハーバード大学、ダートマス大学で財務や経営を学んだ。帰国後、兄のホセ・ラファエル・アビナデル・コロナと共に不動産会社のアビナデル・コロナ・ビジネスグループ(Grupo Empresarial Abinader Corona, ABICOR)を設立した。
2005年にドミニカ革命党(PRD)の副党首に選出される。2012年5月20日の大統領選挙にて、同党のイポリト・メヒーヤ元大統領が再選を目指して立候補したときアビナデルは副大統領候補として出馬したが、ドミニカ解放党(PLD)のダニーロ・メディーナに敗れる。その後、2014年に現代革命党(PRM)を創設し、2016年5月15日の総選挙では自身が大統領候補として出馬するもメディーナに再度敗北する。
2020年7月5日の総選挙にて再び大統領に立候補する。選挙は当初5月17日に実施予定だったが、COVID-19（新型コロナウイルス）の感染拡大の影響により2か月延期された。選挙期間中、アビナデル自身がコロナウイルスに感染したが、公共事業・通信大臣で与党PLD候補のゴンサロ・カスティージョらを抑え52.52%の票を得て当選し、16年ぶりに政権交代を実現させた。2024年5月19日執行の大統領選挙で再選。
父親のホセ・ラファエル・アビナデル・ワサフはサンティアゴ州タンボリル出身の政治家で、財務大臣や上院議員を務めた。祖父のホセ・S・アビナデル・イ・アビナデルはレバノンからの移民である。母のロサ・スラ・コロナ・カバはラ・ベガの出身。妻のラケル・アルバヘ・ソニもレバノン系人であり、夫妻には3人の娘（エステル・パトリシア、グラシエラ・ルシーア、アドリアナ・マルガリータ）が誕生している。